# Castello di Santa Severina
Il castello di Santa Severina si fonda su una fortificazione antica, probabilmente risalente all'evo bizantino, sagomata con perimetro turrito irregolare, adeguato all'andamento della area più elevata della roccaforte severinate. Nel corso dei secoli la fortificazione antica è stata ammodernata in più occasioni, subendo demolizioni risagomature, sopraelevazioni e introduzioni di archetipi per adeguare la difesa e l'offesa più adeguata rispetto alle diverse esigenze sopravvenute in ogni tempo. Attualmente la struttura si estende per 10000 m² circa e domina l'ampia valle del fiume Neto e le colline del Marchesato di Crotone, prossime a Crotone. Il castello fortezza si compone da un mastio quadrato dotato di quattro torri cilindriche scarpate poste agli angoli, fortificato a sua volta con una possente cinta muraria a fronti bastionati, con differenti geometrie nel corso del sec. XVI.

## La storia

### Le origini
Il nome al luogo oggi conosciuto come Santa Severina è stato assegnato dai Bizantini (AGHIA SEVERINI), che così facendo, cambiarono il nome all'antica Siberene, citata da molti storici antichi.
Si ritiene che la roccaforte e l'area circostante è da sempre frequentata dall'uomo per la presenza del salgemma affiorante. Si tramanda che a queste antichissime popolazioni fanno capo gli Enotri,  già presenti fin dall'età del Bronzo e dall'età del Ferro, per poi passare a popolazioni brettie, greco, romane e nuovamente orientali, greco- bizantine, ma anche dagli Arabi, tra il 840  e l'885/86. Alla fine del sec. IX divenne la seconda sede Metropolitana della Calabria, dotata di complessi militari e religiosi ragguardevoli di cui permangono importanti testimonianze materiali e architettoniche.

### Il periodo normanno
Nell'XI secolo, i Normanni, considerati barbari e guerrieri, avidi di ricchezze e potere, giunsero in Italia e furono reclutati come mercenari dai signori della zona, affinché difendessero il Meridione dai Saraceni.
Il potere dei Normanni e le loro conoscenze sull'Italia aumentarono dopo essere stati al servizio dei Longobardi e dopo aver combattuto a fianco dei Bizantini. Queste esperienze li resero più consapevoli della situazione italiana, soprattutto dal punto di vista della difesa e del livello di preparazione degli eserciti degli Stati contro i quali o per i quali avevano combattuto.
In meno di un secolo, i Normanni conquistarono i territori longobardi e i ducati costieri, grazie soprattutto ai tre figli di Tancredi d'Altavilla, proveniente da una nobile famiglia vichinga di Hauteville, un piccolo feudo della Normandia.
Siberene fu città bizantina fino al 1076, anno in cui Roberto il Guiscardo, il terzo figlio di Tancredi, ottenne l'investitura del ducato di Puglia e Calabria, che comprendeva il castello. Essendo stata una città bizantina per quasi due secoli, la popolazione era totalmente greca, perciò ci fu uno scambio graduale di ordinamenti civili, militari e infine ecclesiastici, facendo sì che si conservassero i riti greci per molto tempo.
Roberto il Guiscardo ordinò la costruzione del castello, sulla sommità di una rocca, da dove scendeva il borgo circondato da mura sicure e forti. Nel 1076, inoltre, il Guiscardo fece costruire un dongione, del quale solo in tempi recenti si sono potuti reperire i resti.

### Il periodo angioino
Dopo la battaglia di Benevento (1266), il Regno di Sicilia fu conquistato da Carlo I d'Angiò il quale ordinò che Santa Severina e i suoi casali venissero incorporati nelle terre del demanio. Ciò avrebbe determinato l'impossibilità di una futura infeudazione, ma non fu così: dimentico delle promesse, concesse il feudo ad un certo Pessino di Villery. A causa della resistenza dei cittadini di Santa Severina, Pessino non venne mai in possesso del feudo, e fu costretto a cedere ogni potere a Pietro Ruffo di Calabria, conte di Catanzaro per 1200 once d'oro. Neanche il conte di Catanzaro entrò in possesso del feudo sanseverino.
Agli angioini è attribuito loro il merito di aver ammodernato il castello: costruirono i torrioni cilindrici e le quattro cortine murarie che delimitano il mastio, facendo sì che il castello, per la sua architettura possente, fosse paragonabile a una delle più massicce roccaforti europee di quel periodo storico.

### Il periodo aragonese
Nel 1444 Santa Severina vede l'avvento della dinastia degli Aragonesi e il potere nelle mani di Alfonso V d'Aragona, detto "il Magnanimo", il quale concesse molti privilegi alla città grazie ad un diploma reale: molte richieste arrivarono direttamente dal popolo, con una lunga supplica in cui si chiedeva l'esenzione da alcuni tributi, ma si avanzavano anche richieste differenti. Ad esempio, venne chiesto al nuovo sovrano di demolire il castello, ritenuto troppo malandato ed oneroso nella sua manutenzione, oppure di farsene carico. Alfonso V decise dunque di lasciare la fortezza intatta e di farsi carico di una sostanziosa opera di restauro.
Ad Alfonso succedette Ferrante d'Aragona che confermò l'indipendenza alla città con un diploma e le riconobbe un'organizzazione basata sulle effettive magistrature. La città stava crescendo e con essa il suo potere nel Meridione. Nello stesso periodo stava acquistando sempre più fiducia un giovane nobile, Andrea Carafa, discendente dei Caracciolo, grazie agli importanti ruoli svolti nel Regno di Napoli e compiti molto importanti per Ferrante II Gonzaga, Alfonso II d'Aragona e per Federico d'Aragona, tanto da ricevere un incarico da parte di Carlo V d'Asburgo, Re di Spagna e del Sacro Romano Impero: questo gli attribuì l'incarico della luogotenenza del regno, nel 1525.

### Insediamento e caduta dei Carafa
Carafa, ormai da tempo, bramava il feudo di Santa Severina, tanto da spingerlo a versare all'erario 9000 ducati per garantirsi il possesso di esso, nonostante il latifondo spettasse per diritto a Federico I, secondo un decreto del 1496. I cittadini di Santa Severina ancora una volta difesero la città, facendosi forti dei vari diplomi di autonomia angioini e aragonese; ciononostante, Carafa cinse d'assedio la città con un corpo di spedizione. L'assedio durò per molti mesi, fino a che Andrea non ottenne un aiuto dall'interno del castello: Carafa e i suoi commilitoni riuscirono ad entrare nel castello grazie al Mastrogiurato, che li fece passare attraverso un vicolo nascosto.
Nell'ottobre del 1506 Santa Severina piomba nella servitù feudale, sotto un potente feudatario che non si fece mai scrupoli nel dimostrare quanto valeva davanti al suo popolo sottomesso: per prima cosa confiscò tutti i possedimenti delle persone più ricche e facoltose con l'accusa di fellonia, fece arrestare e non esitò ad uccidere tutti i suoi oppositori gettandoli nelle segrete del castello attraverso botole.
La tirannia di Andrea Carafa fu pesante e insopportabile; la sua morte sopraggiunse nel 1526 e, per mancanza di prole, gli succedette il primogenito del fratello, Galeotto Carafa. Il nipote non attuò una tirannia nel suo governo, ma grazie a lui la città ebbe, oltre ad un rinnovato clima politico, anche un risveglio delle energie culturali, tornando alla gloria dei secoli precedenti. La città godette di ricchezza e fama ma, in questo clima di apparente tranquillità in cui viveva la città, Galeotto aveva accumulato numerosi debiti. Così, dopo la morte del padre, avvenuta nel 1556, Andrea, il primogenito, ereditò il popolo e la città, ma non fece in tempo ad essere incoronato che gli venne strappato il Contado, sequestrato e successivamente messo all'asta.
Nel corso del tempo, da parte della famiglia Carafa, ci furono vari tentativi di rientrare in possesso del feudo. Un primo tentativo è attribuibile alla moglie di Galeotto (Geronima Carafa, 1593-1635) che, incorrendo in nuovi debiti, riuscì ad acquistarlo per 54.800 ducati e a trasferirlo nelle mani del figlio, Vespasiano Carafa, a seguito della morte del padre avvenuta nel 1569. Del governo di Vespasiano non si sa molto, solo che lasciò il feudo senza un successore, facendo sì che il Contado dei Carafa si estinguesse.
Con l'avvento di Andrea Carafa il castello subì una delle più imponenti opere di ammodernamento, di gran lunga superiore a quella degli angioini. Carafa fece costruire cinte fortificate intorno alla roccaforte angioina, il baluardo del belvedere, la costruzione di "merli tribolati" coronati e visibili sul fronte della muraglia delle marlature, presenti anche sullo stendardo e al figlio di Galeotto, Andrea, sono invece attribuiti piccoli lavori di completamento della muraglia della marlatura, e a Vespasiano, suo figlio, il completamento della muraglia nel tratto vicino alla porta nuova.

### Periodo dei Ruffo-Sculco-Greuther
Con la fine del dominio dei Carafa su Santa Severina, il feudo passò nelle mani della regia Corte. Si dovrà aspettare il 1608, anno in cui il feudo fu trasferito a Vincenzo Ruffo.
Nel 1650 subentrò il dottore Carlo Sculco, acquistando il feudo per 71.000 ducati ed ottenne dal Re Filippo II d'Asburgo il titolo di Duca del feudo di Santa Severina; la bolla fu emanata a Madrid il 15 novembre 1660:
(http://www.giovanna-piccaluga.it/gli-sculco-in-calabria/ducato-di-santa-severina.html)
Dopo la morte di Domenico Sculco, avvenuta nel 1687, si estinse il diritto alla successione degli Sculco, a causa della mancanza di eredi. Il castello finì all'asta e venne aggiudicato nel 1691 alla nobile Cecilia Carrara, che lo trasferì nelle mani del figlio, Antonio Greuther. I Greuther erano una famiglia di mercanti originaria della Vestfalia, giunta in Italia intorno alla metà del XVII secolo. 
L'ultimo feudatario di Santa Severina fu Gennaro Greuther; quando venne abolita la feudalità il 2 aprile 1806 nel Regno di Napoli ad opera di Giuseppe Bonaparte, a Gennaro rimase solo il titolo di principe. A seguito della fine della feudalità, il castello e gran parte di Santa Severina passò sotto la giurisdizione della Chiesa, fino al 1860 anno di nascita del Regno d'Italia.
Dopo l'abbandono dei Greuther si ha un buco di più di un secolo, in cui non si sa niente del castello. Dagli inizi degli anni '30 del XX secolo, il castello ospitò il Ginnasio-convitto e grazie ai dirigenti del collegio il castello fu salvato dal lento degrado.
Anche i Greuther intervennero sul castello: nel XVIII secolo non si avevano grandi minacce belliche perciò il castello da fortezza militare divenne una residenza signorile. Poi, la trasformazione e la fusione dei vani del primo piano con volte a schifo, la realizzazione del salone grande vicino alla scala a chiocciola e la decorazione di tutte le stanze, in special modo del salone centrale del mastio ad opera del pittore Francesco Jordano, intorno al 1750.

## La struttura
Ogni grande famiglia che ha vissuto all'interno del castello ha aggiunto un proprio contributo artistico ed architettonico. La struttura, perciò, nel corso dei secoli, ha cambiato la propria fisionomia secondo il gusto dei suoi sovrani e a seconda delle necessità.
Il castello fra il 1994 e il 1998 è stato sottoposto ad un'attenta e meticolosa opera di restauro, che ha fatto emergere, oltre agli innumerevoli reperti archeologici, la storia della struttura fin dalle origini. Grazie a questi importanti studi si è potuto constatare che il castello, costruito dai normanni, sorgeva proprio sopra l'acropoli della vecchia Siberene. Infatti, fu scoperta una tomba presso la necropoli bizantina nel castello: essa conteneva un cadavere il quale aveva sulla mandibola una moneta risalente al III secolo a.C. Scrive Lopetrone, architetto che ha curato alcuni studi del castello per la Sovraintendenza dei Beni culturali di Cosenza:
(http://www.comune.santaseverina.kr.it/index.php?action=index&p=234)
Inoltre è stato trovato un vano cisterna di grandi dimensioni, coperto di volte a botte e un complesso ecclesiale articolato, risalente al periodo bizantino, periodo in cui il castello divenne un kastron, ossia un insieme di strutture (militare e religiosa) all'interno dello stesso edificio.
Sono stati scoperti alcuni reperti risalenti al periodo svevo, anche se purtroppo non si hanno molte notizie del castello riguardo a questo preciso momento storico: per esempio, le reliquie trovate nella torre tonda antica del castello, quelle della torre tagliata, quelle della torre tonda dell'antica chiocciola e quelle relative alle merlature quadrangolari, con molta probabilità risalgono a questo periodo storico.
Con l'avvento di Andrea Carafa il castello subisce una delle più imponenti opere di ammodernamento, di gran lunga superiore a quella degli angioini: Carafa fece costruire cinte fortificate intorno alla roccaforte angioina, il baluardo del belvedere col "traforo" a suo nipote Galeotto, la costruzione di "merli tribolati" coronati e visibili sul fronte della muraglia delle marlature, presenti anche sullo stendardo. Al figlio di Galeotto, Andrea, sono invece attribuiti piccoli lavori di completamento della muraglia della merlatura, e a Vespasiano, suo figlio il completamento della muraglia nel tratto vicino alla porta nuova.
I lavori di restauro sono terminati con una cerimonia il 23 maggio 1998, dopo sette anni in cui si sono alternati molti tecnici delle due Soprintendenze (Archeologica e dei Beni Culturali). Inoltre sono stati pubblicati due volumi, divisi nei due settori di interesse.

## Il museo
Il castello ospita il museo di Santa Severina, in cui sono esposti tutti i reperti ritrovati durante gli scavi archeologici assieme a materiali e collezioni archeologiche provenienti dal territorio limitrofo, come i bronzi risalenti al periodo protostorico XV-VIII sec. a.C., Il castello ospita inoltre il Centro di Documentazione Studi Castelli e Fortificazioni Calabresi e il MACSS, il museo di arte contemporanea di Santa Severina.
Prima degli scavi archeologici, negli anni settanta, il castello era sede del convitto comunale maschile, che ospitava circa ottanta studenti del liceo-ginnasio Diodato Borrelli. Per mancanza di iscritti il collegio fu costretto a chiudere e l'amministrazione comunale, per valorizzare i locali, pensò di creare un'importante pinacoteca e di organizzare mostre di pittura di livello nazionale.